# Trubbhuvudspindel
Trubbhuvudspindel (Walckenaeria obtusa) är en spindelart som beskrevs av John Blackwall 1836. Trubbhuvudspindel ingår i släktet Walckenaeria och familjen täckvävarspindlar. Arten är reproducerande i Sverige. Inga underarter finns listade i Catalogue of Life.